# Juncus engleri
Juncus engleri är en tågväxtart som beskrevs av Franz Georg Philipp Buchenau. Juncus engleri ingår i släktet tåg, och familjen tågväxter. Inga underarter finns listade i Catalogue of Life.